# ノーマン・ハッチ
ノーマン・ハッチ（Norman Hatch、1921年3月21日 - 2017年4月22日）はアメリカ海兵隊の従軍カメラマンで、ドキュメンタリー映画『With the Marines at Tarawa』の撮影で知られている。

## 生涯
1921年にマサチューセッツ州ボストンで生まれ、グロスター近郊にて育った。
1939年に海兵隊入りし、1943年にはタラワの戦いにて仲間達と共に上陸を果たした。このとき、ハッチはベル&ハウエルのアイモを使って上陸や戦闘の様子を撮影した。
戦後、アメリカ合衆国国防総省に勤務した。